# Oliver Twist, le musical
Pour les articles homonymes, voir Oliver Twist (homonymie) et Oliver Twist.
Oliver Twist, le musical est une comédie musicale de Christopher Delarue (livret) et Shay Alon (musique) d'après le roman Oliver Twist de Charles Dickens, créée salle Gaveau à Paris le 23 septembre 2016 dans une mise en scène de Ladislas Chollat.

## Synopsis
Le spectacle adapte assez librement les tribulations d'Oliver Twist, héros éponyme de l'un des romans les plus universellement connus de Charles Dickens. Élevé à la dure dans l'orphelinat où sévit M. Bumble, puis maltraité par ses employeurs, des croquemorts, Oliver part à Londres, en quête d’une famille qu’il pense perdue. Dans les bas-fonds de Londres, il se trouve enrôlé dans une bande d'enfants-voleurs dirigée par le vieux Fagin. Il découvre l'amitié avec Dickens et Nancy, mais se heurte au cruel Bill Sax. Arrêté pour un vol qu’il n’a pas commis, il fait la connaissance de M. Brownlow, vieil homme riche et solitaire qui vit avec sa servante Rosa et va le prendre sous sa protection. Luttant sans se décourager pour se frayer un chemin dans l'existence, Oliver surmonte un à un les obstacles et retrouve finalement sa famille, en Mme Dumbly et son mari.

## Distribution
- Nicolas Motet[3] : Oliver Twist[4]
- Benoît Cauden : Dickens
- David Alexis : Fagin
- Arnaud Léonard : Bill Sax
- Prisca Demarez : Nancy
- Jeff Broussoux : M. Bumble / Le Policier
- Catherine Arondel : Rosa / Mme Dumbly
- Gilles Vajou : M. Brownlow / M. Dumbly
- Ensemble : Hervé Lewandowski, Marina Pangos, Sébastien Valter, Christopher Delarue, Jennifer Barré, Juliette Behar, Théa Anceau, Xavier Écary

## Le spectacle
Cette comédie musicale française s'inscrit dans la lignée des productions anglo-saxonnes de West End et de Broadway, dont elle reprend les codes . Pour cette œuvre interprétée par quinze comédiens (acteurs, chanteurs et danseurs compris) et six musiciens, Jean-Daniel Vuillermoz a fabriqué soixante-dix costumes.
C'est la première fois que la « mythique » salle Gaveau, classée monument historique en 1992, accueille une comédie musicale. La scène, relativement étroite, a nécessité la construction d'un décor sur plusieurs niveaux, qui masque l'orgue.
Prisca Demarez, qui joue Nancy, la jeune prostituée, maîtresse de Bill Sax, qui se prend d'amitié pour Oliver et en mourra, souligne l'originalité du projet, dont le compositeur et directeur musical israélien Shay Alon a commencé à écrire la musique en 2012.
Prévue initialement pour être jouée deux mois, cette production entièrement française sans commune mesure avec celles de Broadway (un budget de 3,5 millions, dont 1,5 million pour la création) a été prolongée jusqu'au 26 février 2017 en raison du succès.

## Discographie
- Le 1er single Ce qu'il faut faire, sorti en décembre 2015, est interprété par Nicolas Motet[11].
- Le 2e single Fastoche, sorti en juin 2016, est interprété par Arnaud Léonard[12].

## Distinctions

### Récompenses
- Étoile de la comédie musicale 2016 décernée par Le Parisien[13]
- Les Trophées de la Comédie Musicale 2017 :
  - Trophée de la Comédie Musicale
  - Trophée de l’Artiste Interprète Féminine pour Prisca Demarez
  - Trophée de l’Artiste Révélation Masculine pour Nicolas Motet[3]
  - Trophée de la Mise en scène de Comédie Musicale
  - Trophée de la Partition de Comédie Musicale
  - Trophée de la Scénographie pour Nathalie Cabrol, Emmanuelle Roy, Alban Sauvé et Jean-Daniel Vuillermoz

### Nomination
- Molières 2017 : Molière du spectacle musical[14]